# موزه ریتبرگ

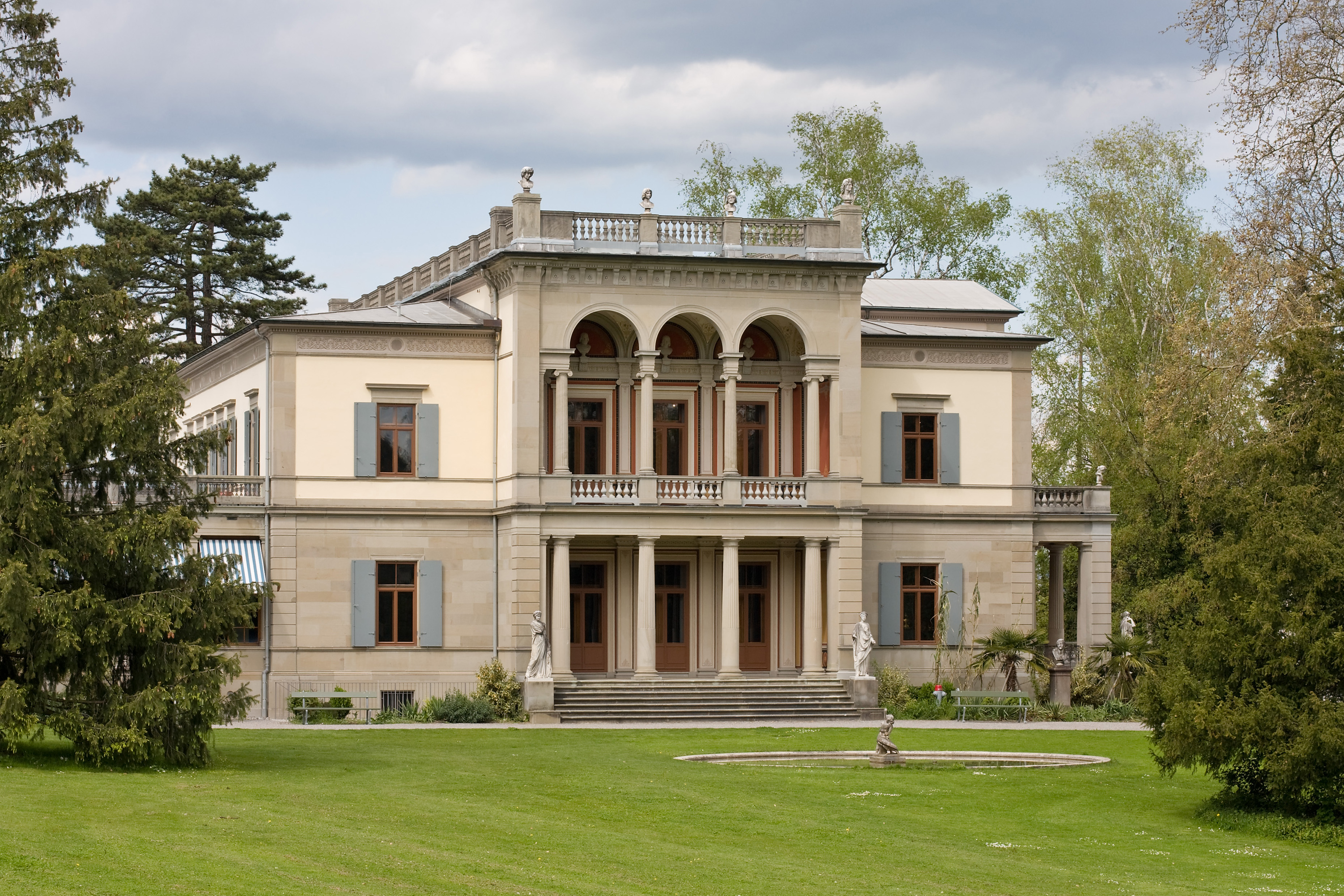
ساختمان اصلی موزه ریتبرگ

موزه ریتبرگ (به انگلیسی: Rietberg Museum) موزه‌ای در زوریخ٬سوئیس است. این موزه تنها موزه هنر فرهنگ‌های غیر اروپایی در سوئیس و سومین موزه بزرگ در زوریخ است.
موزه ریتبرگ در زمینی به مساحت ۱۷ هکتار در مرکز شهر زوریخ نزدیک به راه آهن زوریخ قرار دارد و شامل چندین ساختمان تاریخی است.بودجه این موزه توسط بخش ریاست جمهوری در شهرستان زوریخ اداره می شود.حدود صد نفر در این موزه مشغول به کار هستند.

## نگارخانه

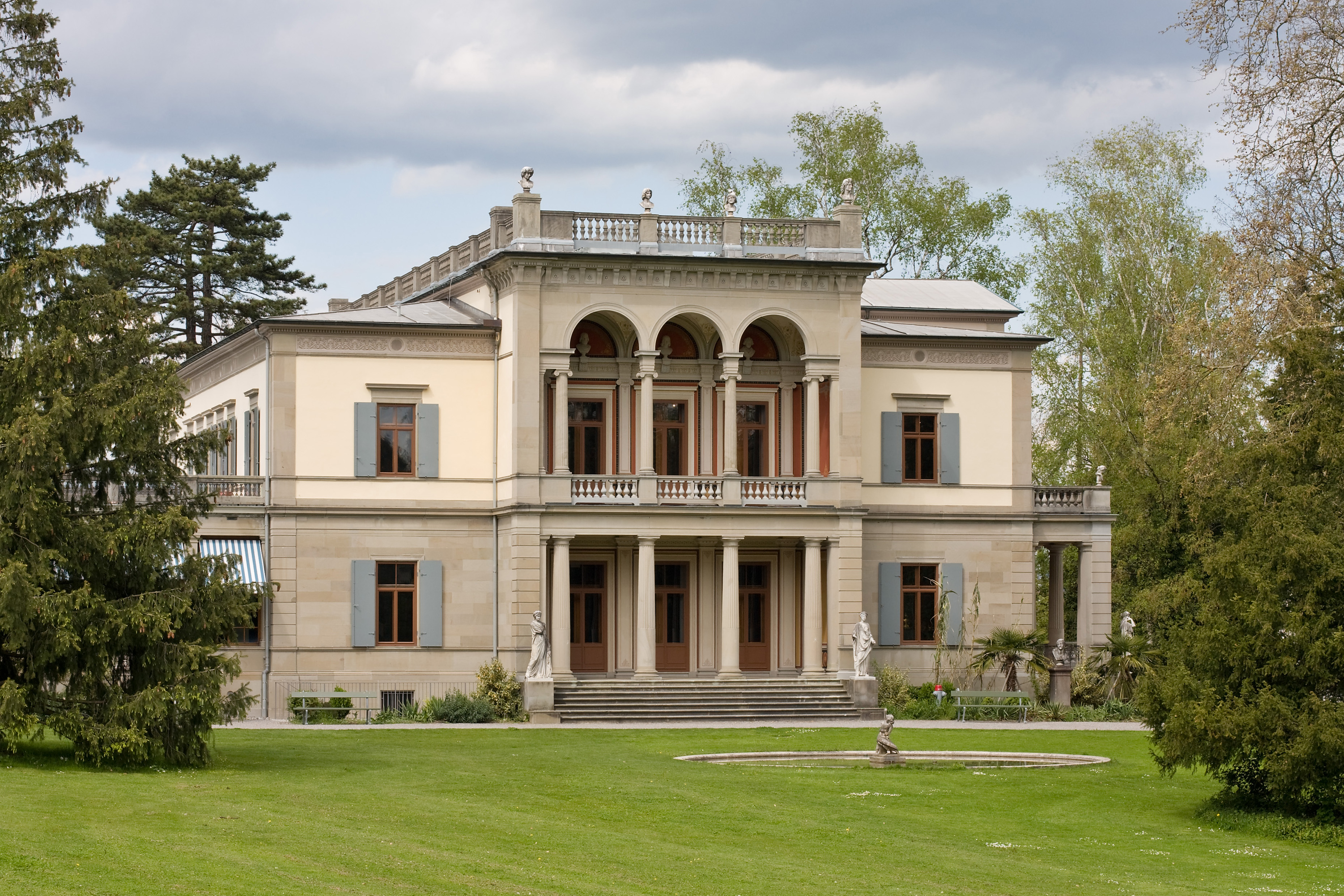
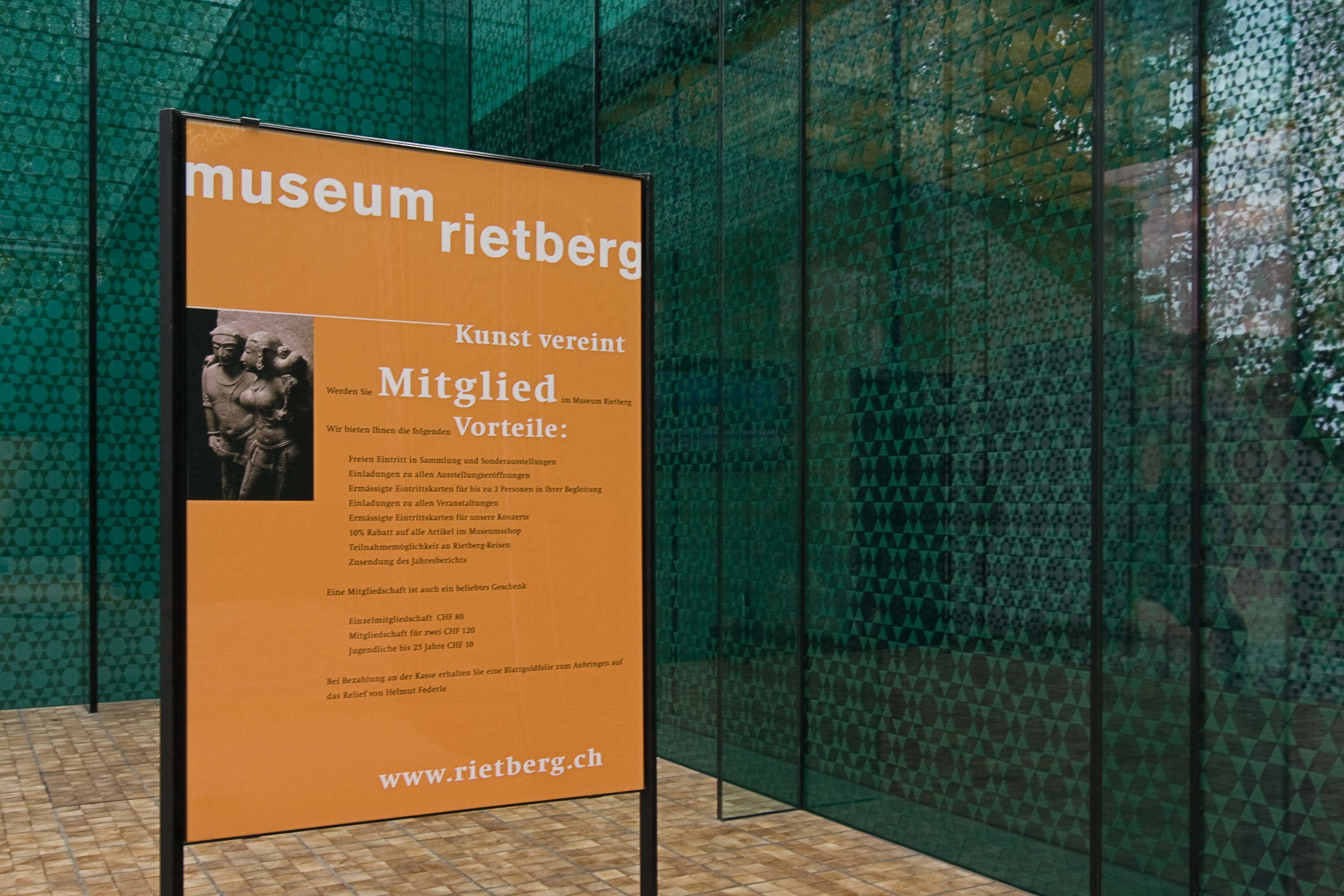
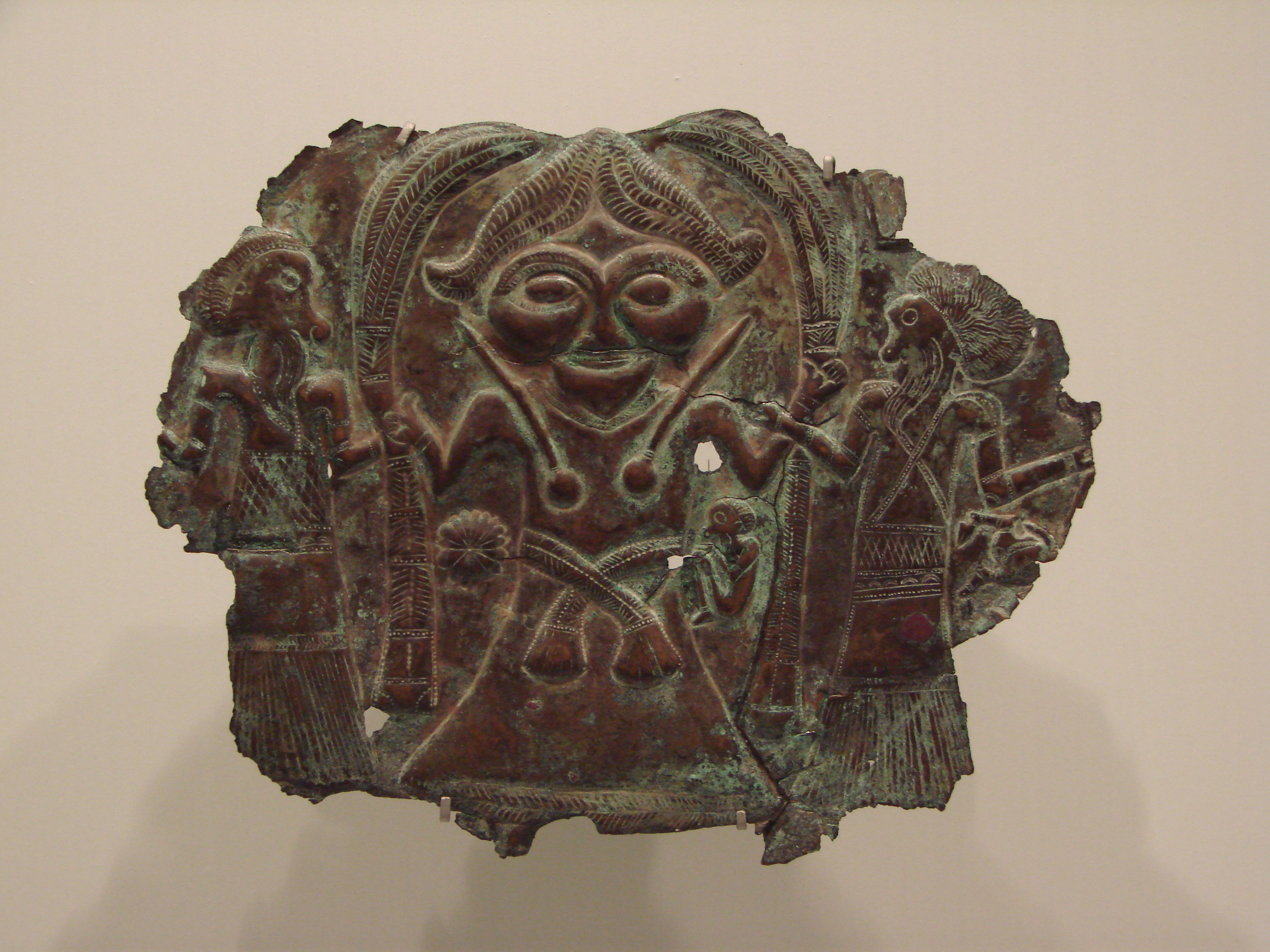
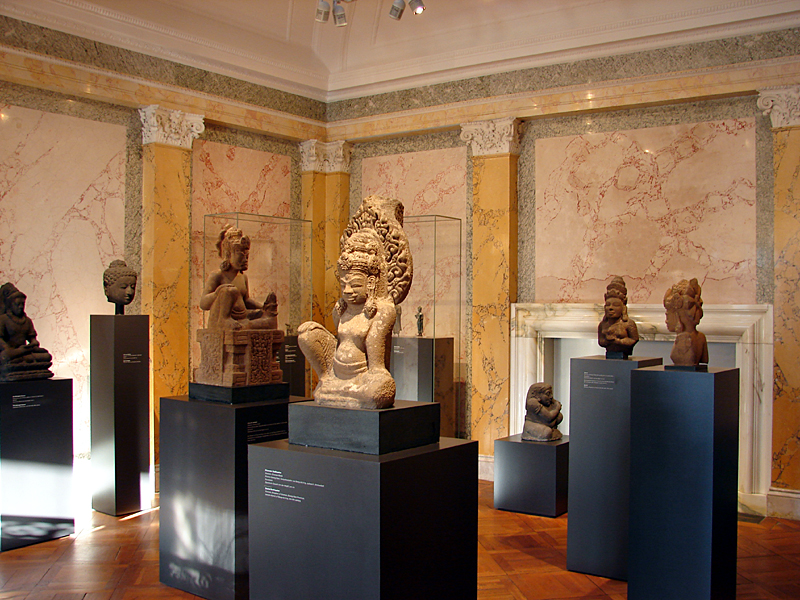
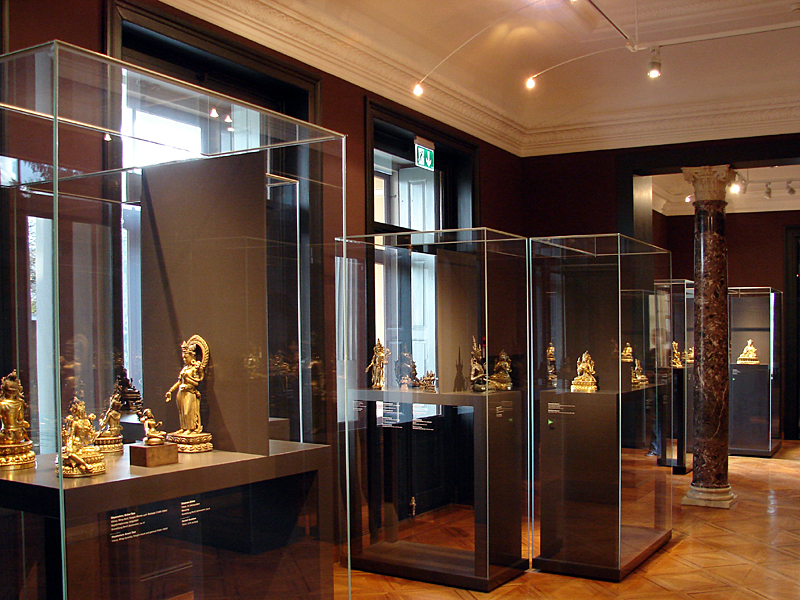
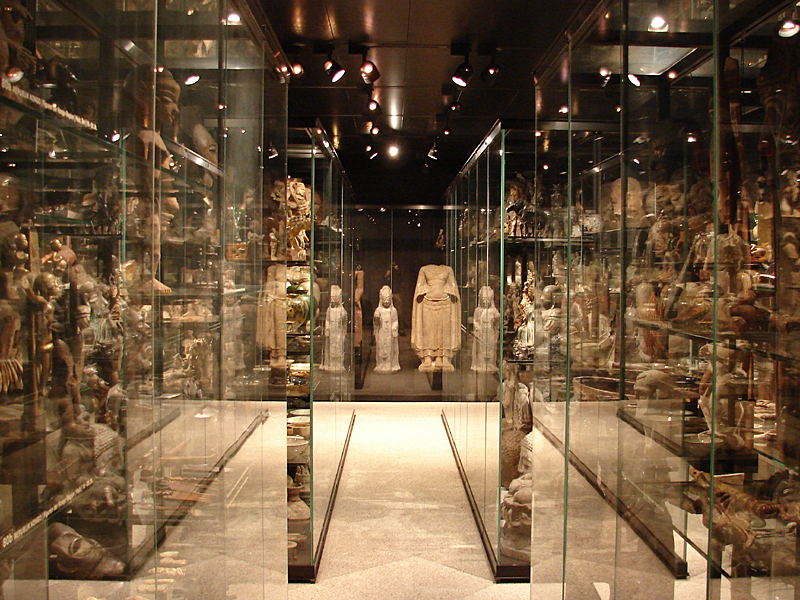